# Kväcken
Kväcken är en sjö i Lycksele kommun i Lappland och ingår i Umeälvens huvudavrinningsområde. Sjön har en area på 0,199 kvadratkilometer och ligger 312 meter över havet. Sjön avvattnas av vattendraget Kväckbäcken.

## Delavrinningsområde
Kväcken ingår i det delavrinningsområde (714269-164405) som SMHI kallar för Mynnar i Byssjan. Medelhöjden är 314 meter över havet och ytan är 23,85 kvadratkilometer. Det finns inga avrinningsområden uppströms utan avrinningsområdet är högsta punkten. Kväckbäcken som avvattnar avrinningsområdet har biflödesordning 3, vilket innebär att vattnet flödar genom totalt 3 vattendrag innan det når havet efter 127 kilometer. Avrinningsområdet består mestadels av skog (83 procent) och sankmarker (10 procent). Avrinningsområdet har 0,2 kvadratkilometer vattenytor vilket ger det en sjöprocent på 0,8 procent.